# Augsburger Prophetenfenster

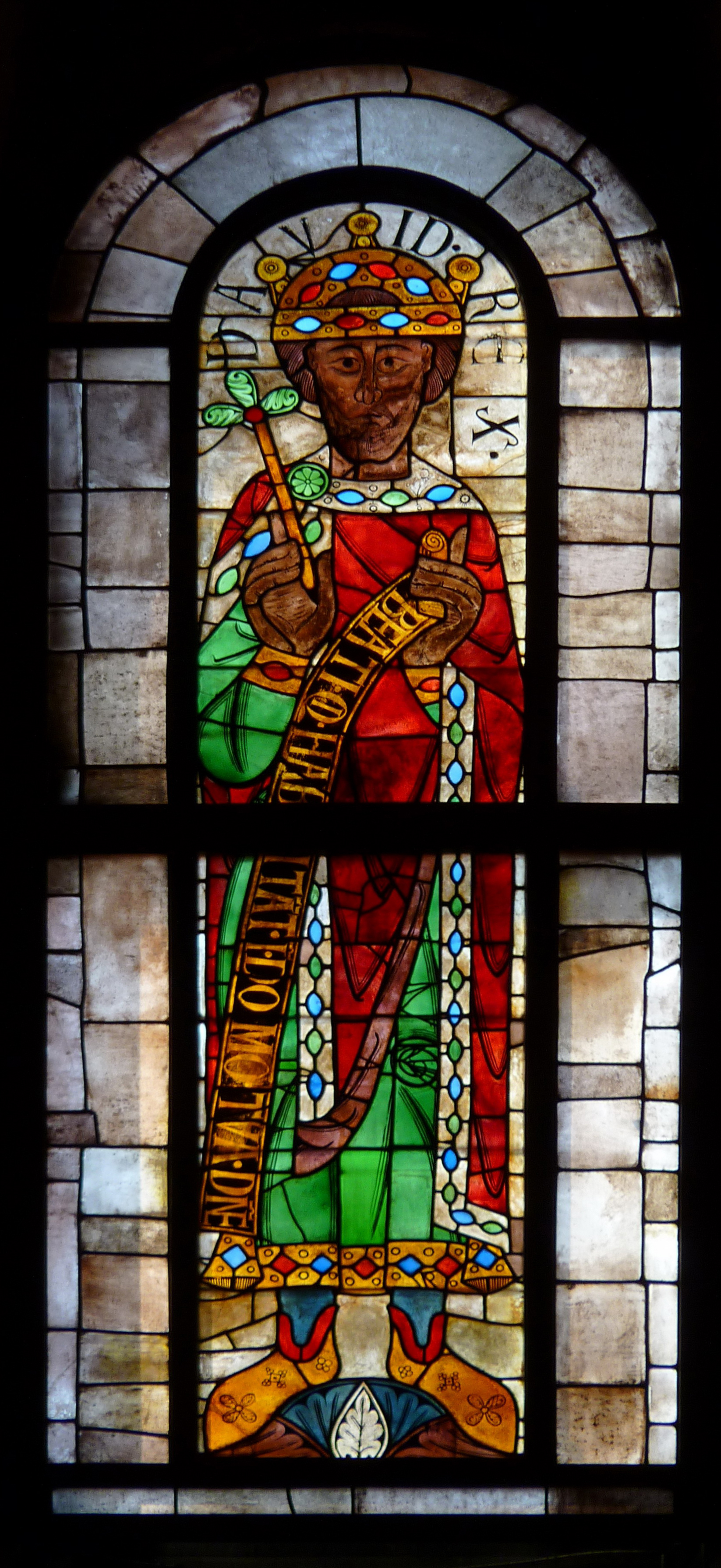
König David

Die Prophetenfenster im Augsburger Dom sind die ältesten großflächig erhaltenen Buntglasfenster. Sie stammen aus dem 12. Jahrhundert und sind der Rest eines sehr viel umfangreicheren Bildprogramms, das vielleicht 24 oder 22 Scheiben umfasste.

## Geschichte
Die fünf erhaltenen Scheiben sind heute im Obergaden der südlichen Mittelschiffwand montiert. Der Obergaden des Mittelschiffs war auch ihr ursprünglicher Standort. Geschaffen wurden sie für den 1065 geweihten romanischen Dombau. Als dieses Gebäude 1330 ein gotisches Gewölbe erhielt, mussten auch die Fenster im Obergaden verändert werden, unter anderem reduzierte sich ihre Zahl von 22 auf 18. 1311 und 1528 entstanden Schäden durch Hagelschlag, die aber an den heute erhaltenen Fenstern und weiteren unmittelbar danach ausgebessert wurden und zwar unter Wahrung der romanischen Formen. Die Spuren dieser Reparatur sind heute noch identifizierbar. Allerdings könnten bereits damals alle Fenster an der Nordseite des Kirchenschiffs, wo die Figuren der Apostel vermutet werden, komplett zerstört worden sein. Im 17. Jahrhundert erlitt der Zyklus massive Einbußen, als im Barock eine hellere Ausleuchtung der Kirchenräume gewünscht war und die Buntglasscheiben zum größten Teil durch farbloses Glas ersetzt wurden. Auch die erhaltenen Scheiben wurden damals beschnitten: Ursprünglich waren die Figuren vielleicht in ornamental gestalteten Borten gefasst, die heute weitgehend verloren und nur in Resten unter den Füßen der Figuren erhalten sein sollen. Die heutige Rahmung der Figuren ist modern.
Sowohl während des Ersten Weltkriegs als auch während des Zweiten Weltkriegs wurden die Scheiben ausgebaut. Ehe sie 1947 wieder eingesetzt wurden, waren sie in einer Sonderausstellung Meisterwerke alter deutscher Glasmalerei des Bayerischen Nationalmuseums in München zu sehen.
Ende der 1960er Jahre nahmen Korrosion und Umweltschäden an den Fenstern dramatisch zu, so dass sie 1970 ausgebaut und fünf Jahre lang restauriert und in ihrem Bestand gesichert wurden. Drei 1973 bereits instandgesetzte Fenster wurden auf der Ausstellung Suevia Sacra gezeigt. Vor dem Wiedereinbau wurde den Prophetenfenstern eine Außenschutzverglasung vorgestellt, die belüftbar und beheizbar ist, um Feuchtigkeitsstau zu unterbinden.

## Ikonographie
Erhalten sind die Darstellungen der Propheten Jona, Daniel, Hosea, David und Mose. Die Figuren sind über ihrem Kopf namentlich bezeichnet und halten jeweils ein Schriftband mit einer Bibelstelle aus einer „ihrer“ Schriften. Die Texte sind leicht angepasste Kurzzitate aus der Vulgata. Thema ist die Kirche als Heiligtum, in dem Gott anwesend ist und sein Volk lehrt.
Sie lauten (mit ausgeschriebenen Kürzeln):
- Jona: RVRSVM VIDEBO TEMPLVM SANCTVM DOMINI „Ich werde den heiligen Tempel des Herrn wiedersehen.“ (Jona 2, 5)
- Daniel: OSTENDE DOMINE FACIEM TVAM SVPER SANCTVARIVM TVVM „Zeige, Herr, dein Angesicht über deinem Heiligtum.“ (Daniel 9, 17)
- David: BEATI QVI HABITANT IN DOMO TVA DOMINE „Selig, die in deinem Haus wohnen, Herr.“ (Psalm 83 <84>, 5)
- Hosea: ECCE ERVDITOR OMNIVM DOMINVS  „Siehe, der Herr ist der Lehrmeister aller.“ (Hosea 5, 2)
- Mose: AUDI ISRAEL PRAECEPTA DOMINI „Höre, Israel, die Gebote des Herrn.“ (Deuteronomium 4, 1)

Den 12 Propheten des Alten Testaments standen vermutlich 12 Apostelfiguren gegenüber. In den Apsiden könnten den Zyklus Darstellungen von Maria und Christus vervollständigt haben. Die Fenster sind so nicht nur die ältesten großflächig erhaltenen Buntglasfenster, sondern auch das älteste erhaltene Beispiel eines in Kirchenfenstern niedergelegten theologischen Programms. Außer König David, der eine Krone trägt, sind die übrigen Figuren durch Judenhüte als Juden gekennzeichnet.

## Technik
Die Fenster messen etwa 2,60×1,00;m, die einzelnen Scheiben sind etwa 3 bis 7 mm dick und bis zu 20 cm groß. Die farblichen Veränderungen gegenüber dem Ursprungszustand verliefen – je nach Farbe – unterschiedlich. Besonders widerstandsfähig erwiesen sich die roten und grünen Gläser, während die anderen nachgedunkelt sind. So ist die braune Farbe der Gesichter nicht ursprünglich.
Vier der Scheiben sind nahezu original überkommen, die Figur des Moses ist in Teilen ein Werk der Reparatur im 16. Jahrhundert, aber auch hier sind umfangreich Originalgläser erhalten. Frühere Einschätzungen zum Alter der Gläser, die von Ergänzungen in sehr viel größerem Umfang ausgingen – das betrifft besonders die Scheibe mit dem Propheten Jona –, wurden durch neuere Forschungen widerlegt. In einzelnen Fällen fanden bei historischen Reparaturen Scherben aus sonst nicht mehr erhaltenen, anderen Fenstern Verwendung.

## Datierung
Die Datierung der Fenster wurde seit der Mitte des 19. Jahrhunderts heftig diskutiert. „Die Literatur zu den Augsburger Propheten ist Legion“. Die Datierungen reichten vom Anfang des 11. Jahrhunderts bis in die Mitte des 12. Jahrhunderts. Das Problem bei der Datierung besteht vor allem darin, dass es kaum vergleichbare Stücke mit einer sicheren Datierung gibt und die nächst folgenden, von der Datierung her einigermaßen sicheren Scheiben, erst aus der zweiten Hälfte des 12. Jahrhunderts stammen. Heute herrscht die Ansicht vor, dass die jüngere Datierung in die Mitte des 12. Jahrhunderts zutrifft.

## Besonderheiten
- Zu Füßen des Propheten Jona ist der Kopf des Fisches dargestellt, der ihn verschlungen hat und gerade ausspuckt.
- Auf den beiden Scheiben, die die Krempe des Hutes von Mose bilden, ist eine historische Reparatur deutlich zu erkennen: Dort wurden Scheiben aus anderen, zerstörten Fenster eingesetzt, die noch Reste von Schriftzügen zeigen.[29]